# Der Bucklige und die Tänzerin
Der Bucklige und die Tänzerin er en tysk stumfilm fra 1920 af F. W. Murnau.

## Medvirkende
- Sascha Gura som Gina
- John Gottowt som James Wilton
- Paul Biensfeldt som Smith
- Henri Peters-Arnolds som Percy
- Bella Polini som Tänzerin
- Werner Krauss
- Lyda Salmonova
- Anna von Palen